# Добер
Добер (на гръцки: Δόβηρος) е античен град в Пеония, споменат от няколко антични автори. Градът е бил център на Доберската епархия.

## У античните автори
Добер се споменава за пръв път от Тукидид в „История на Пелопонеската война“, когато описва похода на Ситалк в Македония в 429 година пр. Хр. Добер е посочен като град в Пеония, където тракийските войски се събират и се подготвят за навлизането си в Долна Македония, където властвал Пердика II Македонски.
| „ | ...ἄρας ἐπορεύετο ἐπὶ τὴν Μακεδονίαν πρῶτον μὲν διὰ τῆς αὑτοῦ ἀρχῆς, ἔπειτα διὰ Κερκίνης ἐρήμου ὄρους, ὅ ἐστι μεθόριον Σιντῶν καὶ Παιόνων· ἐπορεύετο δὲ δι' αὐτοῦ τῇ ὁδῷ ἣν πρότερον αὐτὸς ἐποιήσατο τεμὼν τὴν ὕλην, ὅτε ἐπὶ Παίονας ἐστράτευσεν. [98.2] τὸ δὲ ὄρος ἐξ Ὀδρυσῶν διιόντες ἐν δεξιᾷ μὲν εἶχον Παίονας, ἐν ἀριστερᾷ δὲ Σιντοὺς καὶ Μαιδούς. διελθόντες δὲ αὐτὸ ἀφίκοντο ἐς Δόβηρον τὴν Παιονικήν... ξυνηθροίζοντο οὖν ἐν τῇ Δοβήρῳ καὶ παρεσκευάζοντο, ὅπως κατὰ κορυφὴν ἐσβαλοῦσιν ἐς τὴν κάτω Μακεδονίαν, ἧς ὁ Περδίκκας ἦρχεν ὁ δὲ στρατὸς τῶν Θρᾳκῶν ἐκ τῆς Δοβήρου ἐσέβαλε πρῶτον μὲν ἐς τὴν Φιλίππου πρότερον οὖσαν ἀρχήν, καὶ εἷλεν Εἰδομενὴν μὲν κατὰ κράτος, Γορτυνίαν δὲ καὶ Ἀταλάντην καὶ ἄλλα ἄττα χωρία ὁμολογίᾳ διὰ τὴν Ἀμύντου φιλίαν προσχωροῦντα τοῦ Φιλίππου υἱέος παρόντος· Εὐρωπὸν δὲ ἐπολιόρκησαν μέν, ἑλεῖν δὲ οὐκ ἐδύναντο. ...потеглил с нея срещу Македония, като минал най-напред през собствените си владения, а сетне през необитаемата планина Керкина, която разграничава синтите от пеонците. Преминавайки през тази планина, като идвали от земите на одрисите, войските минавали през земи, в които пеонците оставали от дясната им страна, а синтите и медите – от лявата. След като превзели планината, те стигнали в пеонското селище Добер... И тъй, тези сили се съсредоточили в Добер и се готвели да се спуснат от планината в Долна Македония, където царувал Пердика... Войската на траките нахлула от Добер най-напред в по-раншните владения на Филип и завладяла със сила Ейдомена, а Гортиния, Аталанта и някои други земи се предали по споразумение за приятелство към Аминта, сина на Филип, който бил с войската. Траките обсадили и Европ, но не могли да го превземат. | “ |

Немският археолог и нумизмат Хуго Геблер смята, че монетите с надпис ΠΑΙΟΝΟΝ Δο принадлежат на Добер. Според него градът получава право да сече монети от Филип V Македонски в 187 година, какъвто е и случаят с Ботиая, Парорея и Амфакситида.
Плиний Стари в „Естествена история“ посочва добераните след идоменяните и преди астрайонците (Idomenenses, Doberi, Aestrienses).
Добер фигурира като родно място на преториански войници от II век.
Страбон пише „Когато от Хераклея и клисурата, през която тече Стримон се тръгне в посока към север, така че реката да ни бъде от дясна страна, тогава от лява е Пеония и областта на Добер, а отдясно Родопи и Хемус“.
Градът се споменава от Зосим във връзка със събитията от 267 - 269 г., когато готите, след като чуват, че самият император тръгва срещу тях, вдигат обсадата на Тесалоника и опустошават Добер по пътя си на север.
Античната Доберска епархия не е спомената в нито една Notitia Episcopatuum. Известни са трима епископи на Добер в античността - Геронтий, участник в Сердикийския събор в 343 - 344 година, Лукиан участник в Ефеския събор в 431 година и Евсевий участник в Разбойническия Ефески събор в 449 г. и в Халкидонския събор от 451 година.
За последен път Добер се споменава от Хиерокъл като град в Македония Прима.

## Идентификация
Според Виктория Соколовска Добер е археологическият обект Хисар в землището на Марвинци.